# بهنام ابوالقاسم‌پور

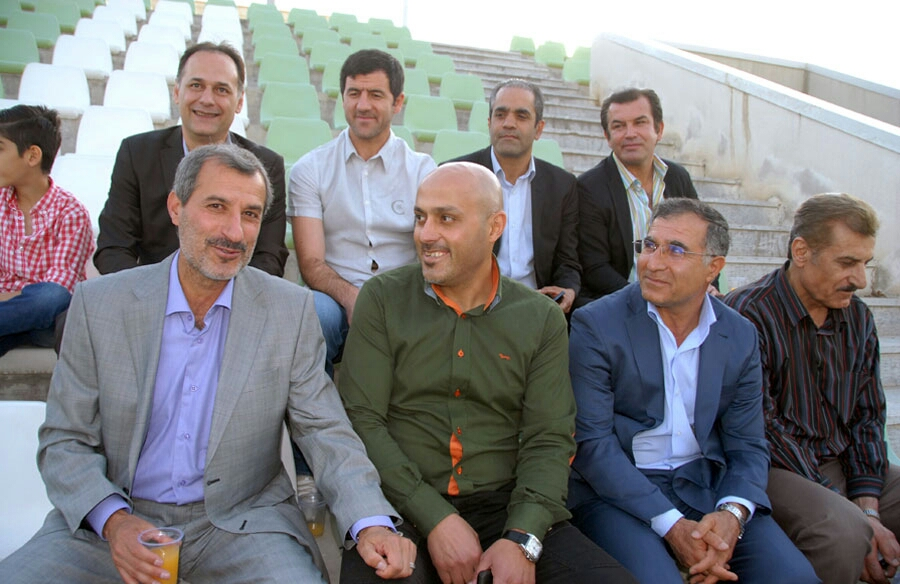
بهنام ابوالقاسم‌پور (دومین نفر از راست بالا)

بهنام ابوالقاسم‌پور (زاده ۲ شهریور ۱۳۵۲ در تهران) بازیکن سابق فوتبال ایرانی است.

## باشگاهی
وی در باشگاه‌های سایپا، پرسپولیس و پاس پیشینهٔ بازی دارد.

## تیم ملی
وی هم چنین ۴ بازی ملی برای تیم ملی فوتبال ایران در کارنامه دارد.
| تعداد | تاریخ           | میزبان               | رقیب   | زده | نهایی | رقابت                        |
| ----- | --------------- | -------------------- | ------ | --- | ----- | ---------------------------- |
| ۱.    | ۲۵ فروردین ۱۳۷۹ | ورزشگاه آزادی، تهران | مالدیو | ۰-۱ | ۰–۳   | مقدماتی جام ملت‌های آسیا ۲۰۰۰ |
| ۲.    | ۱۵ بهمن ۱۳۷۸    | کویت، ورزشگاه قادسیه | کویت   | ۱-۱ | ۱–۱   | دوستانه                      |